# Thomas Selle
Thomas Selle (* 23. března 1599 v Zörbigu v Sasku-Anhaltsku, † 2. července 1663 v Hamburku) byl německý barokní hudební skladatel, hudebník a učitel hudby.

## Život
Selle dostal vzdělání v Lipsku, kde snad byl členem chlapeckého sboru Thomanerchor pod vedením Setha Calvisia a Johanna Hermanna Scheina. Roku 1624 začal vyučovat na škole v holštýnském Heide, o rok později se stal ve Wesselburenu rektorem a patrně vedoucím chrámovní hudby. Od roku 1634 byl kantorem (dirigentem hudby při bohoslužbě) v Itzehoe, od roku 1642 v hamburském Johanneu a zároveň hudebním ředitelem ve čtyřech hlavních hamburských kostelích.

Městu Hamburk také Selle v závěti odkázal pod názvem Opera omnia v šestnácti knihách vokální hudby a třech knihách tabulatur celé své hudební dílo. Tyto jsou dodnes uloženy ve Státní a univerzitní knihovně Hamburk.

Selle zhudebnil řadu básní Johanna Rista (je tak významným autorem raných písní), psal také církevní hudbu na motivy z evangelií.

## Výběr z díla
- Concertuum Latino-Sacrorum 2.4. et 5. Vocibus ad Bassum Continuum concinendorum Liber Primus. Rukopis.
- Concertuum Latino-Sacrorum 6.8.9.10.12.13. et 14. Vocibus ad Bassum Continuum concinendorum Liber Secundus. Rukopis.
- Concertuum Latino-Sacrorum de praecipuis Festis anniversariis 2.3.4.5.6.7.8.9.10.11.12.13.14.15.16. et 17. Vocibus ad Bassum Continuum concinendorum Liber Tertius. Rukopis.
- Concertuum Latino-Sacrorum 2.3.4.5.6.7.8. et 10. Vocibus ad Bassum Continuum concinendorum Liber Quartus. Rukopis.
- Erster Theil Teutscher Geistlicher Concerten, Madrigalien und Moteten, mit 3,4,5,6,7,8,9,10,11,12,14 und 16 Stimmen ... zu 1.2.3. und 4. Chören. Rukopis.
- Ander Theil Teutscher Geistlicher Concerten, Madrigalien und Moteten, mit 1.2.3.4.5.6.7.8.9.10. und 12. Stimmen ... zu 1.2. und 3. Chören. Rukopis.
- Dritter Theil Teutscher Geistlicher Concerten etc., darinnen viel Kirchen=Psalmen und Lieder enthalten, mit 1.2.3.4.5.6.7.8.9.10.11.12.13.14.15.18.19.20.21.22.23. Stimmen ... zu 1.2.3.4. und 5. Chören. Rukopis.
- Concertuum binus vocibus ad bassum continuum concinendorum decas, 1634
- Concertuum trivocalium germanico sacrorum pentas, 1635
- Neue musicalische Festandachten (Rist), 1655
- Johannespassion (Janovy pašije):
  - sine intermediis, 1641
  - con intermediis, 1643
- Matthäuspassion (Matoušovy pašije), 1642